# Amriswil
Amriswil és un municipi del cantó de Turgòvia (Suïssa), situat al districte de Bischofszell.